# Holcomb (Kansas)
Holcomb ist eine Stadt im Westen des US-Bundesstaats Kansas mit 2245 Einwohnern (Stand: Volkszählung 2020). Die Stadt liegt in der Nähe von Garden City im Finney County.

## Mordfall Clutter
Bekanntheit erlangte die Kleinstadt am 15. November 1959, als die Familie Clutter – Herbert (48), Bonnie (45), Nancy (16) und Kenyon (15) – in ihrem Haus, das wenig außerhalb Holcombs lag, ermordet aufgefunden wurde. Der aufsehenerregende Vierfachmord machte bundesweit Schlagzeilen. Zwei Ex-Gefängnisinsassen – Dick Hickock und Perry Smith – wurden als Täter gefasst, verurteilt und 1965 durch Tod am Strang hingerichtet.
Der US-amerikanische Schriftsteller und Journalist Truman Capote schrieb über die Ereignisse in Holcomb den Tatsachenroman Kaltblütig, der zum Wegbereiter des New Journalism und zugleich ein Bestseller wurde. Das Buch wurde 1967 erstmals und seitdem mehrmals verfilmt.

## Persönlichkeiten
- Charles Plymell (* 1935), Autor, Verleger, Herausgeber